# Parafia Świętego Krzyża w Grabówce
Parafia pw. Świętego Krzyża w Grabówce – rzymskokatolicka parafia należąca do dekanatu Białystok-Dojlidy, archidiecezji białostockiej, metropolii białostockiej. Została erygowana 20 czerwca 1989 roku.

## Zasięg parafii
W granicach parafii znajdują się miejscowości:

- Grabówka,
- Bobrowa,
- Sobolewo,
- Henrykowo,
- Majówka,
- Sowlany
- Zaścianki

## Proboszczowie
- ks. Wojciech Pełkowski (1989–1992)[2]
- ks. Michał Ozdowski (1992–2007)[3]
- ks. Andrzej Brzozowski (2007–2017)
- ks. Janusz Wiśniewski (2017–2020)
- ks. Mirosław Matys (od 2020)[1]